# Aarhus-Randers-banen
Aarhus-Randers banen blev indviet 2. september 1862 som den første jyske jernbanestrækning.

## Historie
I februar 1859 fik konsortiet Peto, Brassey and Betts koncession på anlæg af banen Aarhus-Langå-Randers samt strækningen fra Langå til Struer. Anlægsarbejdet begyndte i efteråret 1859. Grundlaget blev ændret 18. december 1860, hvor staten indgik en ny aftale med konsortiet: Staten overtog de strækninger, som konsortiet havde koncession på, imod at konsortiet byggede flere strækninger i Jylland og på Fyn. Dette blev stadfæstet i lov af 10. marts 1861.

### Langåbroerne
Den største ingeniørbedrift under anlægget var utvivlsomt broen over Gudenåen ved Langå. Den blev bygget som en kassebro og viste første gang sin styrke, da preusserne sprængte den under krigen i 1864. Det kostede dem 4 dages arbejde og 3 sprængninger, inden broen lagde sig ned på siden i Gudenåen, så togpassagererne i 1½ år måtte færges over. Da broen var engelsk ejendom, måtte tyskerne betale en ny bro, der blev indviet 13. marts 1866.
I 1908 indviedes strækningen Laurbjerg-Silkeborg, den første etape af Diagonalbanen. I den forbindelse blev der lagt dobbeltspor mellem Langå og Laurbjerg, og det blev ført over Gudenåen på to nye gitterbroer lidt længere mod vest, mens sporet over den gamle bro blev nedgraderet til rangerspor.
Efter Langåbrosprængningerne i 1943 tog det flere måneder at reparere gitterbroerne, mens den gamle bro igen viste sin styrke – efter kun 12 dage kunne den bruges igen. Gitterbroerne havde fået et varigt knæk og måtte understøttes af en pillekonstruktion midt i åen. Og man havde stadig det problem, at det gamle tracé øst for Lilleåen gav en meget skarp kurve på banen lige vest for Langå Station, så allerede i 1944 begyndte man at anlægge en ny banedæmning på 2,5 km vest for Lilleåen.
I 1948 var man færdig med at bygge den nuværende betonbro , som sammen med den ny banedæmning gav en langt større kurveradius. Så efter en ombygning af Langå Station kunne de gennemkørende togs fart gennem stationen forøges fra 50 til 120 km/t i 1952. Samme år blev gitterbroerne revet ned. – også med billeder af de nedrevne gitterbroer
Den gamle kassebro blev fredet i 1998 og bærer i dag cykel- og gangstien mellem Laurbjerg og Langå. Reparationen efter sprængningen i 1943 kan stadig ses.

### Dobbeltspor Aarhus-Laurbjerg
Banen blev udvidet med dobbeltspor i slutningen af 1930'erne som et beskæftigelsesprojekt.

### Direkte baneprojekter Aarhus-Randers
Banelinjen fra 1862 følger tre ådale – Aarhus Ådal, Lilleådalen og Gudenådalen, hvilket giver en omvej på ca. 15 km i forhold til den direkte linje mellem de to byer – faktisk starter togene til Randers med at køre ud af Aarhus mod sydvest. Derfor har der flere gange været planer om at anlægge en mere direkte banelinje.
I 1885 skitserede ingeniør Holger Hammerich en plan om at gøre Aarhus Hovedbanegård til gennemkørselsstation ved at føre længdebanen på en højbane forbi havnen til Aarhus Ø som Østbanetorvet hed dengang, og derfra videre til Randers.
I 1890 foreslog konsul Steenberg, der havde været med til at anlægge Vendsysselbanen, at anlægge en smalsporet bane fra Randers forbi Clausholm til Mørke eller Hornslet på Grenaabanen, men statens sagkyndige havde ingen tiltro til smalsporede baner. I 1899 blev der på møder i Todbjerg og Lime udviklet et forslag om en normalsporet bane mellem Hjortshøj på Grenaabanen og Strømmen station i Randers, men det forslag strandede på uenighed om linjeføringen.
I 1904 begyndte en komite at arbejde for Aarhus-Randers elektriske Jernbane, som kom med i den store jernbanelov fra 1908 sammen med 8 andre elektriske jernbaner. Ingen af dem blev realiseret som elbaner, men Aarhus-Randers var tættest på at blive det, selvom DSB fra starten bekæmpede projektet. DSB frygtede konkurrencen fra elbanen, stillede mange spørgsmål om projektet under koncessionsforhandlingerne og forsøgte forgæves at få indføjet den betingelse, at elbanen kun måtte køre gods til og fra sine mellemstationer, men ikke mellem endestationerne i Aarhus og Randers.
Til sidst spillede DSB det trumfkort, der stoppede elbaneprojektet: DSB ville selv anlægge en statsbane, stort set med samme linjeføring som elbanen direkte mellem Aarhus og Randers og kun 44,5 km lang. Samtidig skulle Aarhus H og Randers ikke længere være rebroussementsstationer, hvor togene kørte ind og ud i samme ende og altså skulle skifte retning. Fra Aarhus H skulle Den østjyske længdebane føres videre på en højbane til Aarhus Ø (pt. Østbanetorvet) - som foreslået af Holger Hammerich i 1885 - og fortsætte langs Grenaabanen forbi Risskov holdeplads. Herfra til Randers skulle statsbanen have 5 stationer: Vejlby, Hårup, Halling, Voldum og Ølst. I Randers skulle banen føres på en ny bro over Gudenåen og ind til Randers station fra sydøst.
Den ny statsbane skulle være dobbeltsporet, så man kunne spare det hårdt tiltrængte anlæg af andetspor på den gamle strækning over Langå. Langå-Struer-banen skulle tilsluttes længdebanen i Randers. Det gjorde turen til Aarhus 10 km længere, men til gengæld skulle der ikke skiftes retning i Langå - og heller ikke i Randers, da banen fra Langå dengang kom ind i Randers fra vest.
Den ny Aarhus-Randers-bane blev vedtaget ved lov 20. marts 1918. Linjen var udstukket i august 1921, men i 1922 nægtede Folketinget at bevilge flere penge til projektet. DSB havde et meget stort anlægsbudget, og nu var man blevet bange for konkurrencen fra bilerne.

### Randers bliver gennemkørselsstation
Da den ny bane ikke blev til noget, måtte man anlægge andetspor på den gamle bane via Langå. Det var færdigt sidst i 1930'erne, og i den forbindelse blev Randers alligevel gennemkørselsstation i 1936, da man erstattede det gamle tracé Stevnstrup-Neder Hornbæk med det nuværende, der slår et stort sving mod øst og krydser Gudenåen to gange – nordøst for Stevnstrup og syd for Randers – så togene fra/til Langå kører ind/ud i den sydøstlige ende af Randers station. Derved blev strækningen Stevnstrup-Randers forlænget med 0,8 km fra 5,9 til 6,7.

### Elektrificering
Elektrificering af strækningen er planlagt til ultimo 2026.

## Standsningssteder
- Aarhus H – forbindelse med Fredericia-Skanderborg-Aarhus Jernbane og Aarhus Nærbane.
- Brabrand station (Br), nedlagt som station, men har overhalingsspor.
- Mundelstrup station (Mu), nedlagt i 1978, men stadig teknisk station.
- Søften trinbræt (Søt), nedlagt i 1963.
- Hinnerup station (Hn), nedlagt i 1979, men genåbnet i 1994.
- Hadsten station (Ha).
- Lerbjerg station (Lr), nedlagt som standsningsted i 1972 og helt nedlagt i 1977.
- Laurbjerg station (Lb) – forbindelse med Diagonalbanen. Trinbræt i 1972, nedlagt i 1982.
- Langå station (Lg) – forbindelse med Langå-Struer-banen.
- Stevnstrup station (Sé), nedlagt i 1972, men stadig teknisk station med sidespor.
- Randers station (Rd), strækningen fortsætter ad Randers-Aalborg Jernbane – forbindelse med Randers-Ryomgård-banen og Randers-Hadsund Jernbane.

## Trafikken
Strækningen har været en hovedbane gennem den østlige del af Jylland. Togene fra Esbjerg og Struer benyttede tidligere strækningen, hhv. fra Laurbjerg og Langå og havde endestation i Randers, hvor der var et betydeligt driftdepot. Senere, specielt efter lukning af Diagonalbanen, blev trafikken fra/til Struer omlagt til Aarhus. I forbindelse med modernisering af sikringsanlæg på strækningen 1978-79 blev en del stationer nedlagt. Strækningen var en af de første strækninger med Intercitytog, og i 1979 kom Regionaltog mellem Aarhus og Struer i tilpasset timedrift.
Fra januar 2003 kører både Arriva og DSB på strækningen Aarhus-Langå. Derimod betjenes strækningen Langå-Randers udelukkende af DSB.

## Strækninger hvor nedlagt banetracé er bevaret

### Laurbjerg-Langå
- Stien til Langå ad det gamle dobbeltsporede banetracé starter fra Brogesvej i Laurbjerg – tv. den nuværende bane
- Det gamle banetracé deler sig i to: dobbeltsporet mod de tidligere gitterbroer tv., enkeltsporet mod den gamle kassebro th.
- Banestien Laurbjerg-Langå passerer kassebroen og fortsætter ad banetracéet lidt endnu
- Stien fra Laurbjerg forlader banetracéet ved Skovkrogen i Langå

- Wikimedia Commons har flere filer relateret til Laurbjerg-Langå

### Stevnstrup-Neder Hornbæk
- Et par steder langs Fladbrovej ses den tidligere banedæmning (bag indhegninger)
- Øst for Hornbæk Engvej i Randers kan man kun med god vilje ane rundingen efter et tidligere banetracé hen mod de høje træer –
- – men henne ved Svejstrup Bæk ligger stadig nogle granitkvadre fra den tidligere jernbanebro
- Dette depotspor ved Hvidemøllevej i Randers er en del af det oprindelige banetracé

- Wikimedia Commons har flere filer relateret til Stevnstrup-Neder Hornbæk